# Беренци (Мантова)
Беренци је насеље у Италији у округу Мантова, региону Ломбардија.
Према процени из 2011. у насељу је живело 145 становника. Насеље се налази на надморској висини од 49 м.